# Wydział Mechaniczno-Technologiczny Politechniki Rzeszowskiej im. Ignacego Łukasiewicza
Wydział Mechaniczno-Technologiczny Politechniki Rzeszowskiej im. Ignacego Łukasiewicza – jeden z siedmiu wydziałów Politechniki Rzeszowskiej im. Ignacego Łukasiewicza.

## Historia
Wydział Mechaniczno-Technologiczny w Stalowej Woli został utworzony w strukturze organizacyjnej Politechniki Rzeszowskiej 15 grudnia 2016 roku, na bazie istniejącego od 1965 roku Punktu Konsultacyjnego w Stalowej Woli. 

## Kierunki kształcenia
Dostępne kierunki:
- Inteligentne systemy i technologie produkcji (studia I stopnia)
- Mechanika i budowa maszyn (studia II stopnia)
- Zarządzanie i inżynieria produkcji (studia I stopnia)

## Poczet dziekanów
1. dr hab. inż. Aleksander Mazurkow, prof. PRz (2016–2020)
2. dr hab. inż. Andrzej Trytek, prof. PRz (od 2020)

## Władze wydziału
W kadencji 2024–2028:
| Stanowisko                 | Imię i nazwisko                        |
| -------------------------- | -------------------------------------- |
| Dziekan                    | dr hab. inż. Andrzej Trytek, prof. PRz |
| Prodziekan ds. rozwoju     | dr hab. inż. Mirosław Tupaj, prof. PRz |
| Prodziekan ds. kształcenia | dr inż. Marcin Marciniak               |

## Struktura organizacyjna
| Zakład                                                     | Kierownik                              |
| ---------------------------------------------------------- | -------------------------------------- |
| Zakład Zintegrowanych Systemów Projektowania i Tribologii  | dr inż. Krzysztof Szwajka              |
| Zakład Wytwarzania Komponentów i Organizacji Produkcji     | dr hab. inż. Andrzej Trytek, prof. PRz |
| Zakład Informatyzacji i Robotyzacji Procesów Przemysłowych | dr Andrzej Chmielowiec                 |